# 内田正良
内田 正良（うちだ まさよし）は、江戸時代中期の大名。下総小見川藩の第3代藩主。小見川藩内田家6代。

## 生涯
通称は主殿。享保15年（1730年）、内田氏の分家である内田正記の次男として生まれる。同家は内田正世の三男正友を初代としており、父正記は武蔵国多摩郡で500石を支配する旗本であった。はじめは同じ分家の内田正伝の養子となっていた。同家は内田正衆の三男正長を初代としており、養父正伝は常陸国鹿島郡などで1500石を支配する旗本であった。
宝暦3年（1753年）5月26日、本家の藩主・内田正美が早世したため、末期養子となって跡を継いだ。同年7月28日、将軍徳川家重にお目見えする。同年12月18日、従五位下主殿頭に叙任する。宝暦8年（1758年）2月19日に大坂加番となる。明和6年（1769年）8月19日、近江守に改める。天明2年（1782年）2月14日、長男の正純に家督を譲って隠居し、文化4年（1807年）10月12日に死去。享年78。

## 系譜
父母
- 内田正記（実父）
- 窪田忠種の娘（実母）
- 内田正伝[6]（養父）
- 内田正美[7]（養父）

正室
- 伊東長丘の娘

子女
- 内田正純（長男）生母は正室
- 馬場正賀
- 川勝広品（三男）生母は正室
- 依田堯道
- 夏目為毅室